# Hajdúszovát, Hajdú-Bihar
Hajdúszovát  este un sat în districtul Hajdúszoboszló, județul Hajdú-Bihar, Ungaria, având o populație de 3.170 de locuitori (2011). 

## Demografie
Componența etnică a satului Hajdúszovát
     Maghiari (91,69%)
     Romi (7,17%)
     Necunoscut (0,32%)
     Alții (0,81%)
Componența confesională a satului Hajdúszovát
     Fără religie (56,18%)
     Reformați (23,82%)
     Romano-catolici (3,22%)
     Necunoscută (16,03%)
     Alte religii (1,96%)
Conform recensământului din 2011, satul Hajdúszovát avea 3.170 de locuitori. Din punct de vedere etnic, majoritatea locuitorilor (91,69%) erau maghiari, cu o minoritate de romi (7,17%). Apartenența etnică nu este cunoscută în cazul a 0,32% din locuitori.  Din punct de vedere confesional, majoritatea locuitorilor (56,18%) erau persoane fără religie, existând și minorități de reformați (23,82%) și romano-catolici (3,22%). Pentru 16,03% din locuitori nu este cunoscută apartenența confesională.